# Masajūrō Shiokawa
Pour les articles homonymes, voir Shiokawa.
Masajūrō Shiokawa (塩川 正十郎, Shiokawa Masajūrō), né le 13 octobre 1921 à Fuse (aujourd'hui Higashiōsaka) et mort le 19 septembre 2015 à Osaka, est un homme politique japonais.

## Biographie
Diplômé de la faculté d'Économie de l'université Keiō en 1944, il crée l'entreprise Mitsuaki en 1946.
Employé à la mairie de Fuse de 1964 à 1966, il dirige la fusion avec Kawachi et Hiraoka pour former la nouvelle ville de Higashiōsaka en 1966. 
En 1967, il est élu à la Chambre des représentants pour la quatrième circonscription d'Osaka. Il occupe plusieurs postes ministériels: ministre des Transports du gouvernement de Zenkō Suzuki (1980-1981), ministre de l'Éducation du gouvernement de Yasuhiro Nakasone (1986-1987), secrétaire général du Cabinet du gouvernement de Sōsuke Uno (1989), ministre des Affaires intérieures (1991-1992). En 1995, il devient secrétaire général du Parti libéral-démocrate. L'année suivante, il échoue à se faire réélire député.
Il est à nouveau élu en 2000 et devient ministre des Finances en 2001 dans le gouvernement de Jun'ichirō Koizumi. Il démissionne en 2003 et renonce à se représenter aux élections suivantes.